# Prosthaptus nageli
Prosthaptus nageli es una especie de coleóptero de la familia Cantharidae.

## Distribución geográfica
Habita en Zimbabue.